# Olimpiada (schimonahie)
Schimonahia Olimpiada (n. 1757 – d. 1842) a fost o monahie română, fondatoarea Mănăstirii Văratec.
A fost canonizată ca sfântă de Sfântul Sinod al Bisericii Ortodoxe Române în ședința sa din 1 iulie 2025, cu titulatura „Sfânta Cuvioasă Olimpiada de la Văratic” și prăznuirea în ziua de 17 august.

## Biografie
Fiică de preot din orașul Iași, după decesul soțului ei s-a dedicat vieții monahale în Mănăstirea Topolnița din ținutul Neamț. Acolo a fost făcută rasoforă, primind numele de Olimpiada, în loc de Bălașa.
Exprimându-și Starețului Paisie nemulțumirea legată de starea mănăstirii, acesta i-a poruncit, să caute, împreună cu Nazaria (schimonahia), un loc de mănăstire, unde să se poată dedica mai în liniște vieții religioase. Locul a fost ales în pădurile Văratecului, urmând și sfatul Cuviosului Iosif Pustnicul. Astfel, în anul 1785 a fost începută construcția unei biserici din lemn, treptat luând naștere Schitul de maici Văratec. În anul 1787 au fost strămutate aici și călugărițele din Mănăstirea Topolița, sub egumenia schimonahiei Nazaria de la Durău.
Văzând că soborul maicilor se mărește, iar biserica de lemn este neîncăpătoare, schimonahia Olimpiada a adunat fonduri și a început construirea unei biserici mult mai mari. În anul 1808 biserica cu hramul Adormirea Maicii Domnului a fost terminată. Tot datorită contribuției maicii Olimpiada s-a construit în anul 1817 o biserică de lemn la cimitir, în cinstea Sfântului Ioan Botezătorul, zidul de incintă și chilii pentru călugărițe.
Deși i s-a propus de multe ori să fie stareță, ea a refuzat, considerându-se nepregătită acestei misiuni. Totuși, în cele din urmă a acceptat, în 1822 postul de stareță și de maică duhovnicească a soborului, care număra peste 300 de călugărițe, După șase ani, în urma morții Cuviosului Iosif, maica Olimpiada a decis să se retragă din stăreție.
În anul 1834 a fost aleasă pentru a doua oară stareță a Mănăstirii Văratec, pe care a condus-o până în anul 1842, când a murit la vârsta de 85 de ani.